# جون فاولر (مهندس)
السير جون فاولر (15 يوليو 1817-20 نوفمبر 1898) مهندس مدني إنجليزي متخصص في بناء السكك الحديدية والبنية التحتية للسكك الحديدية، حائز على وسام القديس ميخائيل والقديس جرجس، ودكتوراه في القانون، وجائزة زمالة الجمعية الملكية لإدنبرة. في الخمسينيات والستينيات من القرن التاسع عشر، كان مهندسًا لأول سكة حديدية تحت الأرض في العالم، وهي سكة حديد متروبوليتان في لندن، والتي بُنيت بطريقة «القطع والتغطية» تحت شوارع المدينة. في ثمانينيات القرن التاسع عشر، كان كبير المهندسين لجسر فورث، الذي افتُتح عام 1890. سيرة فاولر المهنية طويلة ومرموقة، امتدت لمعظم توسع السكك الحديدية في القرن التاسع عشر، وكان مهندسًا وناصحُا ومستشارًا للعديد من شركات السكك الحديدية البريطانية والأجنبية والحكومات. كان أصغر رئيس لمعهد المهندسين المدنيين، بين عامي 1865 و1867، وتمثل أعماله الرئيسية إرثًا دائمًا للهندسة الفيكتورية.

## السكك الحديدية
أسس فاولر ممارسة حافلة، إذ عمل على العديد من مخططات السكك الحديدية في جميع أنحاء البلاد. أصبح كبير المهندسين في سكة حديد مانشستر وشفيلد ولينكولنشاير، وكان مهندسًا لسكة حديد شرق لينكولنشاير، وأكسفورد، ووسستر، وولفرهامبتون، وسكة حديد وادي سيفرن. في عام 1853 أصبح كبير المهندسين لسكة حديد متروبوليتان في لندن، أول قطار أنفاق في العالم. شُيّد الخط في خنادق ضحلة أسفل الطرق بطريقة القطع والتغطية، وافتتِح الخط بين بادينغتون وفارينغدون في عام 1863. كان فاولر أيضًا مهندسًا لسكة حديد المقاطعة المرتبطة بها وخط هامرسميث وسكك حديد المدينة. تشكل هذه السكك الحديدية اليوم غالبية خط دائرة مترو أنفاق لندن. حصل فاولر على مبلغ كبير قدره 152 ألف جنيه إسترليني (14.4 مليون جنيه إسترليني اليوم) لعمله في سكة حديد متروبوليتان، وعلى 157 ألف جنيه إسترليني (14.9 مليون جنيه إسترليني اليوم) لعمله في سكك حديد المقاطعة. على الرغم من أن هذه المبالغ لم تقتصر على فاولر بل حُول قسم منها للموظفين والمقاولين، اشتكى السير إدوارد واتكين، رئيس سكة حديد متروبوليتان عام 1872، من أنه «لم يكن هناك مهندس في العالم يتقاضى رواتب عالية».
خطوط السكك الحديدية الأخرى التي كان فاولر مستشارها هي: سكة حديد لندن تيلبوري وساوثيند، والسكك الحديدية الشمالية الكبرى، وسكك حديد هايلاند، وسكك حديد تشيشير. بعد وفاة إسامبارد كينجدم برونيل عام 1859، احتفظت شركة غريت ويسترن للسكك الحديدية بفاولر. شاركته في تعييناته المختلفة في تصميم محطة فيكتوريا في لندن، ومحطة شفيلد فيكتوريا، ومحطة سانت إينوك في غلاسكو، ومحطة ليفربول المركزية، ومحطة مانشستر المركزية. كان سقف سقيفة القطار الذي يبلغ عرضه 210 أقدام (64 مترًا) ثاني أوسع قوس حديدي دون دعائم في بريطانيا بعد سقف محطة سكة حديد سانت بانكراس.
امتد عمل فاولر الاستشاري إلى ما وراء بريطانيا بما في ذلك مشاريع السكك الحديدية والهندسية في الجزائر، وأستراليا، وبلجيكا، ومصر، وفرنسا، وألمانيا، والبرتغال، والولايات المتحدة. سافر إلى مصر لأول مرة في عام 1869 وعمل على عدد من المخططات التي لم تنجز في الغالب للخديوي، من بينها خط سكة حديد إلى الخرطوم في السودان، خُطط للخط في عام 1875 ولكنه لم يكتمل إلا بعد وفاته. في عام 1870 قدم المشورة إلى استفسار الحكومة الهندية بشأن مقاييس السكك الحديدية حيث أوصى بعرض ضيق للسكة الحديدة بلغ 3 أقدام و6 بوصات (1.07 م) وذلك للسكك الحديدية الخفيفة. زار أستراليا في عام 1886، حيث أدلى ببعض الملاحظات حول صعوبة أبعاد التقاطعات. في وقت لاحق من حياته المهنية، كان أيضًا مستشارًا مع شريكه بنيامين بيكر ومع جيمس هنري غريتهيد في اثنين من أوائل خطوط سكك حديدية في لندن، وسكك حديد المدينة وجنوب لندن، وخط سكك حديد وسط لندن.